# Aljaž Struna
Aljaž Struna (* 4. srpna 1990) je slovinský fotbalový obránce, který hraje v italském klubu US Città di Palermo.
Jeho starší bratr Andraž Struna je také fotbalista.

## Klubová kariéra
Ve Slovinsku působil v klubu FC Koper, s nímž vyhrál v sezóně 2009/10 ligový titul. V létě 2012 odešel do Itálie do US Città di Palermo, odkud hostoval ve Varese Calcio SSD a Carpi FC 1909.

## Reprezentační kariéra
Aljaž Struna působil ve slovinských mládežnických reprezentačních výběrech U19 a U21.